# Seebachtal
Seebachtal är en dal i Österrike.   Den ligger i förbundslandet Kärnten, i den centrala delen av landet, 270 km sydväst om huvudstaden Wien.
I omgivningarna runt Seebachtal växer i huvudsak blandskog. Runt Seebachtal är det ganska glesbefolkat, med 29 invånare per kvadratkilometer.